# Абрамов Аркадій Валерійович
Арка́дій Вале́рійович Абра́мов (нар. 7 березня 1981, Миколаїв) — український військовик, солдат Збройних сил України, учасник війни на Сході України,

## Життєпис
У мирний час проживає в місті Миколаїв. Учасник Помаранчевої революції, був в охороні.
Служив в Національній гвардії України у Донецьку. Звільнився, вступив до університету «Україна» на банківську справу.

## Нагороди
- 31 жовтня 2014 року за особисту мужність і героїзм, виявлені у захисті державного суверенітету та територіальної цілісності України, вірність військовій присязі під час російсько-української війни, відзначений — нагороджений орденом «За мужність» III ступеня[1].